# Batagur kachuga
Batagur kachuga är en sköldpaddsart som beskrevs av den brittiske zoologen John Edward Gray 1831. Batagur kachuga ingår i släktet Batagur och familjen Geoemydidae. Inga underarter finns listade i Catalogue of Life.
Arten förekommer främst i avrinningsområdet av floden Ganges i Nepal, Indien och Bangladesh. Den hittades även i Myanmar.
Individerna lever i floder med mjuk botten. De vilar på stranden, på klippor eller på träbitar. Batagur kachuga har gröna växtdelar, grönsaker och frukter som föda. Honans sköld blir upp till 56 cm lang och längden av hannens sköld blir maximal 29 cm. Exemplaren blir könsmogna när de är 18 år gamla. En gång under året lägger honor 10 till 30 ägg.
Denna sköldpadda fångas för köttets skull. Nya konstruktioner vid floderna och vattenföroreningar påverkar beståndet negativ. IUCN uppskattar att det finns upp till 500 vuxna individer kvar. Batagur kachuga listas därför som akut hotad (CR).